# Rivière Hills
La rivière Hills est une rivière canadienne dans le comté de Prince sur l'Île-du-Prince-Édouard. La rivière coule vers le sud à Mill River.